# Vandeae
Vandeae, tribus orhideja, dio potporodice Epidendroideae. Sastoji se od pet podtribusa. Ime je došlo po rodu Vanda iz tropske Azije i Australije

## Podtribusi
1. Subtribus Adrorhizinae Schltr.
  1. Adrorhizon Hook.f. (1 sp.)
  2. Sirhookera Kuntze (2 spp.)
  3. Bromheadia Lindl. (29 spp.)
2. Subtribus Polystachyinae Ridl.
  1. Polystachya Hook. (244 spp.)
  2. Hederorkis Thouars (2 spp.)
3. Subtribus Angraecinae Summerh.
  1. Angraecum Bory (230 spp.)
  2. Jumellea Schltr. (57 spp.)
  3. Lemurorchis Kraenzl. (1 sp.)
  4. Sobennikoffia Schltr. (4 spp.)
  5. Oeoniella Schltr. (2 spp.)
  6. Ambrella H. Perrier (1 sp.)
  7. Lemurella Schltr. (4 spp.)
  8. Cryptopus Lindl. (4 spp.)
  9. Neobathiea Schltr. (7 spp.)
  10. Oeonia Lindl. (5 spp.)
  11. Aeranthes Lindl. (45 spp.)
  12. Calyptrochilum Kraenzl. (3 spp.)
  13. Listrostachys Rchb.f. (1 sp.)
  14. Campylocentrum Benth. (80 spp.)
  15. Dendrophylax Rchb.f. (15 spp.)
  16. Erasanthe P. J. Cribb, Hermans & D. L. Roberts (1 sp.)
  17. Aerangis Rchb.f. (57 spp.)
  18. Summerhayesia P. J. Cribb (2 spp.)
  19. Amesiella Schltr. ex Garay (3 spp.)
  20. Microcoelia Lindl. (37 spp.)
  21. Dinklageella Mansf. (4 spp.)
  22. Solenangis Schltr. (6 spp.)
  23. Beclardia A. Rich. (2 spp.)
  24. Eurychone Schltr. (2 spp.)
  25. Eggelingia Summerh. (3 spp.)
  26. Tridactyle Schltr. (50 spp.)
  27. Cardiochilos P. J. Cribb (1 sp.)
  28. Nephrangis (Schltr.) Summerh. (2 spp.)
  29. Ypsilopus Summerh. (14 spp.)
  30. Ancistrorhynchus Finet (18 spp.)
  31. Bolusiella Schltr. (5 spp.)
  32. Plectrelminthus Raf. (1 sp.)
  33. Cyrtorchis Schltr. (20 spp.)
  34. Planetangis Stévart & Farminhão (1 sp.)
  35. Podangis Schltr. (3 spp.)
  36. Kylicanthe Descourv., Stévart & Droissart (7 spp.)
  37. Diaphananthe Schltr. (31 spp.)
  38. Rhipidoglossum Schltr. (50 spp.)
  39. Sarcorhynchus Schltr. (3 spp.)
  40. Mystacidium Lindl. (10 spp.)
  41. Sphyrarhynchus Mansf. (3 spp.)
  42. Angraecopsis Kraenzl. (20 spp.)
  43. Triceratorhynchus Summerh. (3 spp.)
4. Subtribus Aeridinae Pfitzer
  1. Pennilabium J. J. Sm. (18 spp.)
  2. Ceratocentron Senghas (1 sp.)
  3. Hymenorchis Schltr. (14 spp.)
  4. Omoea Blume (2 spp.)
  5. Santotomasia Ormerod (1 sp.)
  6. Trachoma Garay (16 spp.)
  7. Tuberolabium Yamam. (11 spp.)
  8. Porrorhachis Garay (2 spp.)
  9. Saccolabium Blume (4 spp.)
  10. Chamaeanthus Schltr. (4 spp.)
  11. Chroniochilus J. J. Sm. (5 spp.)
  12. Grosourdya Rchb.f. (26 spp.)
  13. Kipandiorchis P. O´Byrne & Gokusing (2 spp.)
  14. Luisia Gaudich. (46 spp.)
  15. Smithsonia C. J. Saldanha (3 spp.)
  16. Haraella Kudô (1 sp.)
  17. Gastrochilus D. Don (78 spp.)
  18. Biermannia King & Pantl. (9 spp.)
  19. Taprobanea Christenson (1 sp.)
  20. Dyakia Christenson (2 spp.)
  21. Dryadorchis Schltr. (5 spp.)
  22. Phragmorchis L. O. Williams (1 sp.)
  23. Robiquetia Gaudich. (93 spp.)
  24. Uncifera Lindl. (7 spp.)
  25. Aerides Lour. (34 spp.)
  26. Papilionanthe Schltr. (11 spp.)
  27. Vanda Jones (88 spp.)
  28. Seidenfadenia Garay (1 sp.)
  29. Paraholcoglossum Z. J. Liu, S. C. Chen & L. J. Chen (2 spp.)
  30. Holcoglossum Schltr. (20 spp.)
  31. xHolcosia J. M. H. Shaw (0 sp.)
  32. Rhynchostylis Blume (4 spp.)
  33. Phalaenopsis Blume (83 spp.)
  34. Paraphalaenopsis A. D. Hawkes (4 spp.)
  35. Pteroceras Hasselt ex Hassk. (21 spp.)
  36. Brachypeza Schltr. ex Garay (13 spp.)
  37. Macropodanthus L. O. Williams (11 spp.)
  38. Dimorphorchis Rolfe (9 spp.)
  39. Cottonia Wight (1 sp.)
  40. Diploprora Hook.f. (2 spp.)
  41. Drymoanthus Nicholls (8 spp.)
  42. Vandopsis Pfitzer (2 spp.)
  43. Cymbilabia D. K. Liu & Ming H. Li (3 spp.)
  44. Sarcanthopsis Garay (6 spp.)
  45. Acampe Lindl. (8 spp.)
  46. Saccolabiopsis J. J. Sm. (14 spp.)
  47. Schoenorchis Reinw. (31 spp.)
  48. Seidenfadeniella C. S. Kumar (2 spp.)
  49. Pelatantheria Ridl. (8 spp.)
  50. Jejewoodia Szlach. (6 spp.)
  51. Trichoglottis Blume (85 spp.)
  52. Pomatocalpa Breda, Kuhl & Hasselt (23 spp.)
  53. Plectorrhiza Dockrill (5 spp.)
  54. Renanthera Lour. (22 spp.)
  55. Sarcoglyphis Garay (15 spp.)
  56. Cleisomeria Lindl. ex G. Don (2 spp.)
  57. Diplocentrum Lindl. (2 spp.)
  58. Smitinandia Holttum (3 spp.)
  59. Deceptor Seidenf. (1 sp.)
  60. Cleisostomopsis Seidenf. (2 spp.)
  61. Cleisostoma Blume (99 spp.)
  62. Stereochilus Lindl. (9 spp.)
  63. Micropera Lindl. (22 spp.)
  64. Bidoupia Aver., Ormerod & Duy (3 spp.)
  65. Arachnis Blume (18 spp.)
  66. Bogoria J. J. Sm. (12 spp.)
  67. Thrixspermum Lour. (206 spp.)
  68. Cleisocentron Brühl (8 spp.)
  69. Rhynchogyna Seidenf. & Garay (2 spp.)
  70. Chiloschista Lindl. (33 spp.)
  71. Sarcochilus R. Br. (25 spp.)
  72. Ophioglossella Schuit. & Ormerod (1 sp.)
  73. Mobilabium Rupp (1 sp.)
  74. Peristeranthus T. E. Hunt (1 sp.)
  75. Rhinerrhiza Rupp (1 sp.)
  76. Eclecticus P. O´Byrne (1 sp.)
  77. Adenoncos Blume (17 spp.)
  78. Microsaccus Blume (13 spp.)
  79. Calymmanthera Schltr. (6 spp.)
  80. Sarcophyton Garay (3 spp.)
  81. Taeniophyllum Blume (250 spp.)